# أيخال
أيخال (بالروسية: Айхал) هي مدينة في جمهورية ياقوتيا في روسيا.